# Juan Carlos Ramos (futbolista)
Juan Carlos Ramos Cabello (La Puebla del Río, provincia de Sevilla, 4 de noviembre de 1974) es un exfutbolista y entrenador español. Jugaba de centrocampista y actualmente dirige al Muleño CF de la Tercera División de España.

## Trayectoria

### Como jugador
Comenzó su andadura como futbolista en el equipo de su pueblo, el Puebla Club de Fútbol, de donde pasó a los juveniles del Sevilla FC. Tras sólo un año debutó en Segunda División B con el Sevilla Atlético. Estuvo un año cedido en el Córdoba CF y regresó al filial sevillista. 
En 1995 fue traspasado al Écija Balompié donde sólo estuvo un año antes de marcharse al Real Murcia otro año. Regresó en 1999 al Córdoba CF, con el que ascendió a Segunda División, en 2001 ficha por el CD Mensajero de Canarias y en el mercado de invierno, Juan Martínez Casuco, entrenador del UD Almería lo rescata para la Segunda División. 
Tras dos años, Casuco pone mucho empeño en que Ramos fiche por el club de su ciudad, el Lorca Deportiva, que acababa de ascender a Segunda División B, pronto se convierte en titular en el equipo murciano y en todo un héroe al marcar el gol del ascenso a Segunda División en Irún.
En 2008 firma con el Sangonera Atlético CF de la Segunda División B. Tras un buen año en el Sangonera se marcha al Jumilla CF de la Segunda División B, donde jugaría durante dos temporadas.
Al término de la temporada 2011-12, colgaría las botas tras una temporada en el Olímpico de Totana.

### Como entrenador
En la temporada 2021-22, firma como entrenador del Muleño CF de la Preferente Autonómica de la Región de Murcia.
El 2 de mayo de 2022, logra el ascenso a la Tercera División de España tras quedar campeón del Grupo I de la Preferente Autonómica de la Región de Murcia.
En la temporada 2022-23, renueva su contrato como entrenador del Muleño CF para dirigir en la Tercera División de España.

## Clubes

### Como jugador
| Club                  | País   | Años      |
| --------------------- | ------ | --------- |
| Puebla CF             | España | 1992-1993 |
| Sevilla FC juvenil    | España | 1993-1994 |
| Sevilla Atlético      | España | 1994-1995 |
| Córdoba CF            | España | 1995-1996 |
| Sevilla Atlético      | España | 1996-1997 |
| Écija Balompié        | España | 1996-1997 |
| Real Murcia CF        | España | 1997-1998 |
| Córdoba CF            | España | 1998-2001 |
| CD Mensajero          | España | 2001-2002 |
| UD Almería            | España | 2001-2003 |
| Lorca Deportiva CF    | España | 2003-2008 |
| Sangonera Atlético CF | España | 2008-2009 |
| Jumilla CF            | España | 2009-2011 |
| Olímpico de Totana    | España | 2011-2012 |

### Como entrenador
| Club      | País   | Años  |
| --------- | ------ | ----- |
| Muleño CF | España | 2021- |